# Canton (Ohio)
 For alternative betydninger, se Kanton. (Se også artikler, som begynder med Kanton)
Canton er en amerikansk by og administrativt centrum i det amerikanske county Stark County, i staten Ohio. I 2000 havde byen et indbyggertal på 80.806.